# Blachowkręt

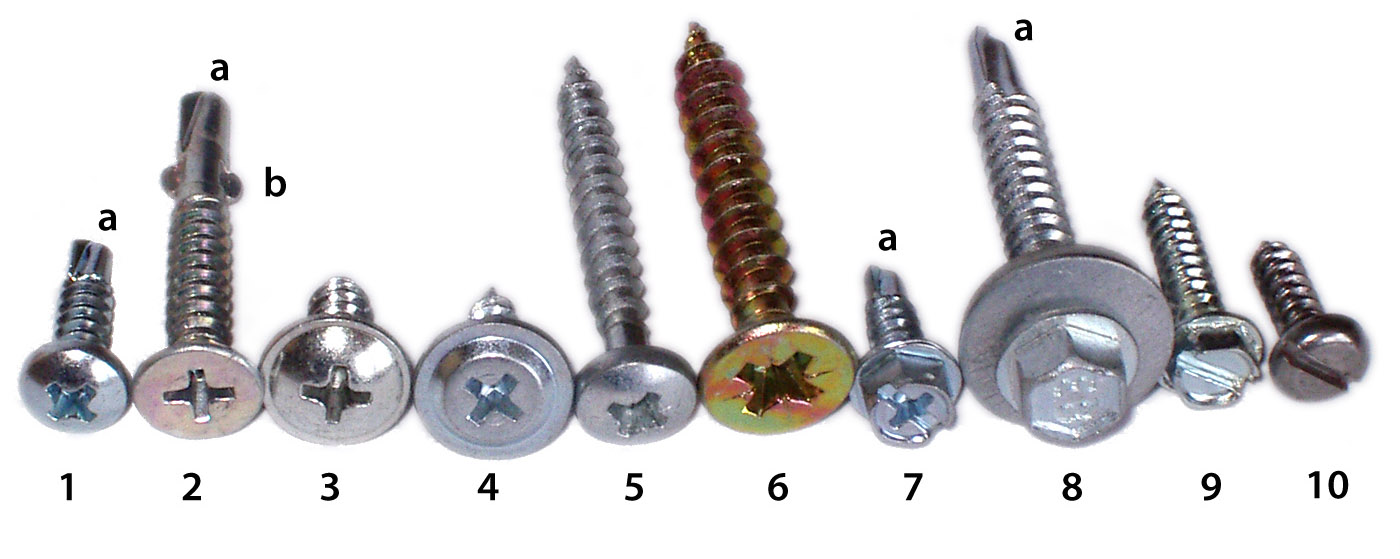
Typy wkrętów:
1. blachowkręt samowiertny, łeb z nacięciem PH
2. wkręt samowiertny do materiałów warstwowych, łeb z nacięciem PH
3. wkręt montażowy, łeb z nacięciem PH
4. wkręt montażowy samowiertny, łeb z nacięciem PH
5. wkręt montażowy, łeb z nacięciem PZ
6. wkręt do drewna, łeb z nacięciem PZ
7. wkręt montażowy, łeb sześciokątny z nacięciem PH i prostym
8. wkręt samowiertny do pokryć blacharskich, z uszczelką, łeb sześciokątny
9. wkręt montażowy, łeb sześciokątny z nacięciem prostym
10. blachowkręt nierdzewny, łeb z nacięciem prostym
a) końcówka samowiertna
b) skrzydełka rozwiercające miękki materiał.

Blachowkręt – rodzaj wkręta do metalu, przeznaczony do mocowania blachy lub innego materiału do konstrukcji metalowej. 
Blachowkrętów szczególnie powszechnie używa się do łączenia z blachą części, na których nie występują znaczne obciążenia (np. w przemyśle motoryzacyjnym do mocowania do karoserii z blachy elementów tapicerki albo wyposażenia wnętrza). Średnice blachowkrętów na ogół nie przekraczają 7 milimetrów, a grubość blachy nie jest na ogół większa od 0,5 milimetra.
Łączenie przy użyciu blachowkrętu wykonuje się przez wywiercenie w blasze otworu o średnicy mniejszej od średnicy blachowkrętu, a następnie wprowadzenie zaostrzonej końcówki blachowkrętu do tego otworu. Wkręcając go następnie z użyciem pewnej siły, powoduje się wytłoczenie na krawędzi otworu wyżłobień, współpracujących z gwintem blachowkrętu, co zapewnia jego stosunkowo mocne połączenie z blachą.
Połączenia przy pomocy blachowkrętów są wygodne w użyciu i szybkie w montażu, ale wszędzie tam, gdzie przewiduje się potrzebę wielokrotnego odkręcania i przykręcania elementów albo tam, gdzie wymagana jest większa trwałość połączenia – stosuje się raczej śruby z nakrętkami, albo co najmniej śruby wkręcane w otwór wcześniej nagwintowany.
Blachowkręty od wkrętów przeznaczonych do użycia z innymi materiałami (np. od wkrętów do drewna) odróżnia na ogół większa twardość materiału, wkręty do drewna bywają na przykład produkowane z miękkiej stali lub mosiądzu) i kształt (w swej roboczej części mają stałą średnicę, natomiast wkręty do drewna często są nieco grubsze bliżej łba, niż w pobliżu końca).
Blachowkrętów na ogół z powodzeniem można używać także do łączenia elementów z tworzyw sztucznych lub drewna.